# Rogale (powiat ełcki)
Rogale – (niem. Rogallen) wieś w Polsce położona w województwie warmińsko-mazurskim, w powiecie ełckim, w gminie Stare Juchy. W latach 1975–1998 miejscowość należała administracyjnie do województwa suwalskiego.
Zobacz też: Rogale, Rogale Wielkie